# Tuaran
Tuaran est une ville de l’État Sabah en Malaisie dans l'ile de Bornéo. Elle est située au nord-est de l’État non loin de la côte de la mer de Chine méridionale. Elle est desservie par la route fédérale qui relie la capitale Kota Kinabalu située à 34 km et Kudat à l’extrême nord de l’État située à 142 km. La ville, qui compte 3 253 habitants en 2010, est le chef-lieu du district éponyme. Les habitants font partie principalement des ethnies Dusun (sous ethni Lotud) et Bajau avec des minorités chinoise Hakka et malaise.